# Orthotylus ute
Orthotylus ute är en insektsart som beskrevs av Knight 1927. Orthotylus ute ingår i släktet Orthotylus och familjen ängsskinnbaggar. Inga underarter finns listade i Catalogue of Life.